# بينياراندا دي دويرو
بلدية بينياراندا دي دويرو (بالإسبانية: Peñaranda de Duero)‏, هي إحدى بلديات مقاطعة برغش, التي تقع في منطقة قشتالة وليون, والتي تقع في شمال غرب إسبانيا.
يبلغ عدد سكانها 600 نسمة وفقاً لإحصائية سنة (2002).